# Imbrius geminatus
Imbrius geminatus là một loài bọ cánh cứng trong họ Cerambycidae.